# SuperH
SuperH（スーパーエイチ）は、日立製作所（後のルネサスエレクトロニクス）が開発した組み込み機器用32ビットRISCマイクロコンピュータ用アーキテクチャである。

## 概要

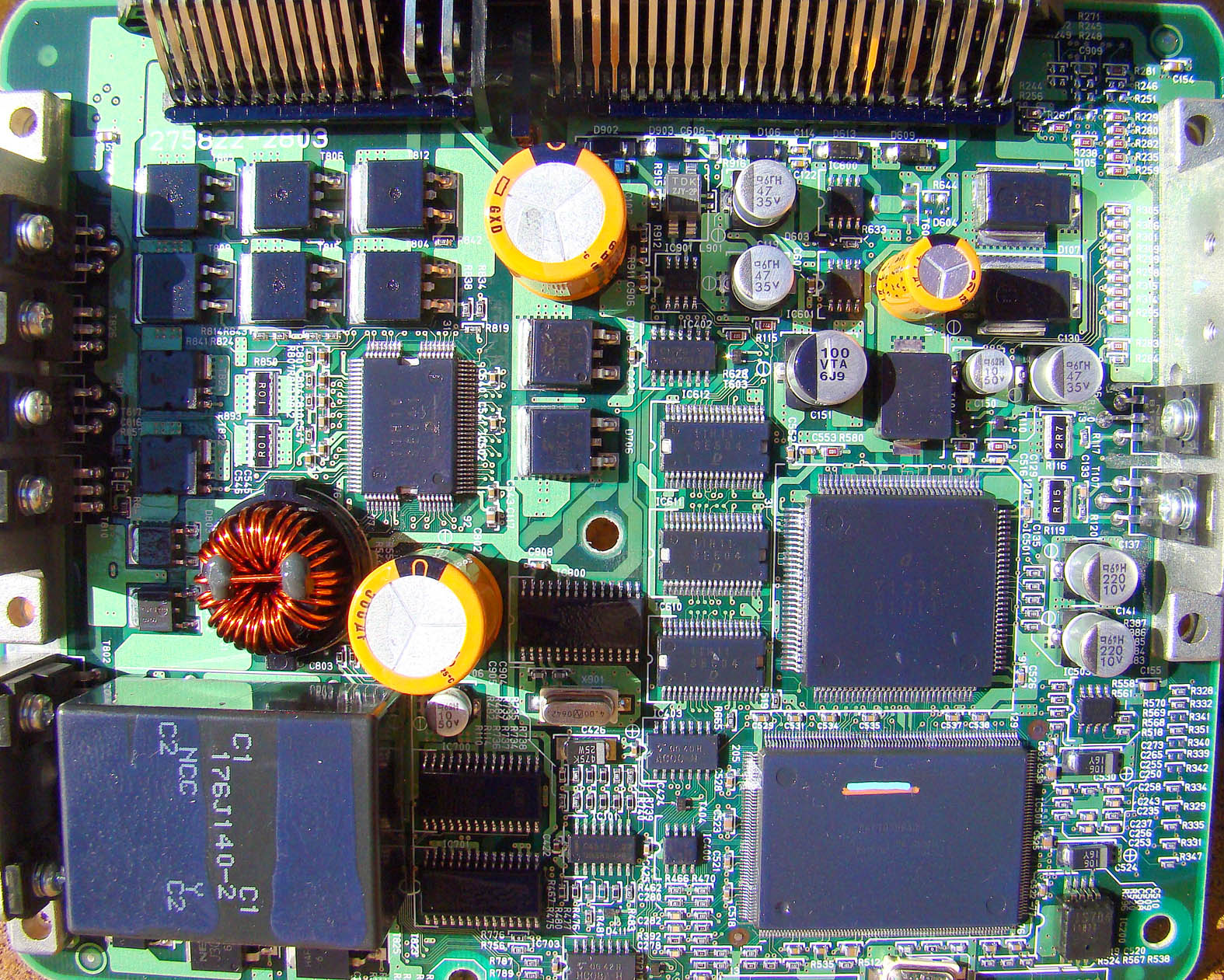
SH-2が採用されたディーゼルエンジン制御用ECU

1990年代後半以降に到来すると考えられたユビキタスコンピューティング社会における普及を目指し、立ち上げ当初から消費電力あたりの性能 (MIPS/W) の向上を標榜していたことが特徴の一つである。
1990年代にはSH-1、SH-2、SH-3、SH-4、の4種類のアーキテクチャが発表され、高性能・高機能な32ビット組み込み向けマイクロプロセッサ (MPU) として展開された。家電、AV機器、産業機器、ゲーム機、携帯情報端末 (PDA) など非常に広範囲に採用されたが、2000年代に入るころにはARMに市場を奪われ、シェアを失った。64ビット版SHプロセッサであるSH-5アーキテクチャの開発も2000年までに完了していたが、顧客獲得に至らず、製品をリリースできないまま終わった。
そのため、2000年代には組み込み向けマイクロコントローラ（MCU、マイコン）として展開された。当時は組み込み向けなら32ビットでも十分に高性能・高機能なマルチメディア対応プロセッサでありえた時代であり、SHマイコンは組み込み向けSoCのコアとして、携帯電話（ガラケー）向けアプリケーションプロセッサの「SH-Mobile」や、車載情報機器（カーナビ）向けSoCの「SH-Navi」として非常に成功した。
ルネサス再建の過程で、SHファミリのかなりの製品が製造中止になった。車載用マイコンとしては、2012年に旧NECエレのV850をベースとする新世代マイコン「RH850」に置き換えられて廃止された。ARMをベースとする新生ルネサスのカーナビ向けハイエンドSoC「R-Car」においては、しばらくはSHコアが搭載され続けていたが、2015年の製品より廃止された。ただし、ルネサスは組込向けプラットフォームの提供者として「長期製品供給プログラム」を運用しており、顧客が使い続ける限りはSHマイコンを生産し続けることを確約している（逆に言うと、顧客がいないと2025年以降に製造中止になる）。

## 歴史
日立製作所は1976年より米国モトローラと提携し、モトローラよりMC6800のライセンスを受けてマイコンを製造していたが、1980年代に入ると日立とモトローラとの関係が悪化し、1986年には日立の「ZTAT」マイコン（Zero Turn Around Time、日立の登録商標。後に一般的にOTP (One Time Programmable ROM) と呼ばれるもので、マイコンにメモリを組み込んだ世界初の製品）においてライセンス打ち切りを通達される。そのため日立は日立独自の「H8」および「H16」アーキテクチャの策定に着手したが、H8とH16のアーキテクチャに対してモトローラが特許侵害を訴え、1989年より訴訟合戦が始まったため、先行きが不透明となった。モトローラとの訴訟は1990年に終結し、8ビットマイコンであるH8の展開は継続することができたが、H16マイコンは打ち切りとなったため、新たな16/32ビットCPUの開発が急務となった。H8/H16と同時期にはTRONCHIP「H32」の開発も行われていたが、国策のTRONプロジェクトによるマイコン開発は1990年の時点ではすでに失敗が見えていた。そのため、日立製作所半導体事業部マイコン設計部部長の木原利昌は、新たなアーキテクチャ「SH」の開発を河崎俊平に命じた。「SH」とは公式には「SuperH」の略だが、河崎によると実は「俊平」の略だという。
SuperH CPUの開発は1990年夏ごろより進められ、1992年にSHシリーズの最初の製品であるSH-1 (SH-7034:HD6417034) が発表された。開発段階からメーカーに好評で、各社の製品に採用され、組み込み用途の32ビットRISCマイクロコンピュータとして先鞭をつけた。1994年に発表されたSH-2は、1994年発売のゲーム機・セガサターンへの搭載を前提としてセガ・エンタープライゼスと共同開発され、ゲーム用に1000万個単位で量産されたことにより、1996年には組み込み向けRISC CPUとして世界第2位の出荷量を誇った。1996年に発表されたSH-3は、1996年発売のPDA・カシオペアへの搭載を前提としてカシオ計算機と共同開発され、OSとしてWindows CEを走らせるためにMMUが搭載された。1998年に発表されたSH-4は、1998年発売のゲーム機・ドリームキャストへの搭載を前提として、スーパースカラ方式の採用に加えて3DCGを表示させるためのベクトル演算器が搭載された。SHマイコンはカプコン CPシステムIII（1996年）、カネコ スーパーカネコノバシステム（1996年）、セガ NAOMI（1998年）などの業務用ゲーム基板にも採用され、PDAやハンドヘルドPCなどの携帯情報機器の分野では、高性能かつ低消費電力と言うSHアーキテクチャの強みから、2000年頃までは日立製作所のPERSONAシリーズだけでなく、HP JornadaシリーズやCOMPAQ AEROシリーズなど海外でも少なくない製品で採用されていた。
1998年より日立はSH-4の次世代アーキテクチャとして、64ビット版のSHプロセッサであるSH-5アーキテクチャをSTマイクロエレクトロニクスと共同開発しており、2000年12月までにSH-5のサンプル出荷を行う予定であった。SH-5では64ビットの広いアドレス空間において、新開発のクリーンなアーキテクチャ（「SHmedia」モード）を用いてCPUとしての性能を向上させ、SH-4との互換性はエミュレーションモード（「SHcompact」モード）を持たせることで担保する、という方針であった。さらに、SH-5の開発が完了した後、後継であるSH-6およびSH-7アーキテクチャの開発をルネサスとSTマイクロで継続して行うつもりでもあった。しかし2000年代に入ると組込CPU市場はARMアーキテクチャが圧倒しており、SH-5は顧客の獲得に失敗した。Windows CEベースのPDAがPocket PC 2002よりのちARMアーキテクチャに一本化されたことと、セガが家庭用ゲーム機のハードの開発から撤退したこと、RISCプロセッサのブームが一段落したこと、などが理由として挙げられる。
ARMに市場を奪われた背景として、IPライセンシングを専業とし製造部門を持たないARMに対し、SHアーキテクチャを開発する日立製作所/ルネサスは製造部門を抱えており、SHマイコンの「自社での製造」に力点を置かざるを得ないという弱みがあった。2001年の時点で、組み込みにおけるSHマイコンのシェアは6.8%と、組み込みで70%近いシェアを占めるARMに対して大きく差を付けられていた。この状況を変えるべく、2001年にはIPライセンシングの専業企業である「SuperH,Inc.」を日立製作所とSTマイクロとの合弁により設立。他社にSHコアのIPをライセンシングすることで、SHアーキテクチャを広く普及させるという方針を取ったが、うまくいかず、SuperH,Inc.は2004年にルネサス本体に吸収された。（結局SHマイコンが製造終了になる2015年まで、ルネサス那珂工場がSHマイコンを製造する世界唯一の工場であり続けた。当時のルネサス半導体部門トップであった馬場志朗も、2012年に回想して「残念ながら遅きに失した」と後悔を述べている。
結局SH-5アーキテクチャのCPUは製品としてリリースされることなく、幻となった。当初のロードマップから一転、SHアーキテクチャはSH-5向けに開発された高速バスなどの技術を継承しつつ、マイクロコントローラ（マイコン、MCU）として産業用機器や車載向けSoCでの採用を目指して再設計されることになった。
2000年頃より、携帯電話の性能向上とマルチメディア対応への要求に伴い、通信や通話を処理するためのベースバンドプロセッサとは別にアプリケーションプロセッサを搭載する需要が生じた。既に携帯電話向けベースバンドプロセッサからの撤退を余儀なくされていた日立はこれにSHアーキテクチャの再起をかけ、SH-3にDSP機能を搭載した「SH3-DSP」をコアとする「S-MAP」を2000年より展開し、2001年にはこれをSH-Mobileに改称。SH-Mobileは2004年時点で2.5G携帯電話向けのアプリケーションプロセッサとしてはトップシェアとなる成功を収めた。SH-Mobileを搭載した最初期の携帯電話として、日立製作所が2002年に発売したA5303Hが挙げられる。
2003年9月、ルネサスはSHファミリの多様化を一段落させ、SH-1とSH-2は自動車、民生機器、産業用機器の制御をターゲットとする「SH++（コードネーム）」として、またSH-3とSH-4は携帯機器や情報機器のデータ処理をターゲットとする「SH-X（コードネーム）」として統合させることを発表。2004年2月、携帯電話・デジタルカメラ・カーナビなどでの採用を目指し、SH-4をベースとして400MHz（250mWで720MIPS、2.8GFLOPS, 36Mポリゴン/s）にまで性能を高めたSH-X（SH-4A）を発表した。また2004年4月、エンジン制御やプリンタなどでの採用を目指し、SH-2をベースとして200MHz（360MIPS）にまで性能を高めたSH-2Aを発表した。
2004年当時、FOMAなどのハイエンドな3G携帯電話向けアプリケーションプロセッサ市場はTIのOMAPがほぼ独占していたが、そのシェアを突き崩すべく、2004年にルネサス初となる3G向けのアプリケーションプロセッサである「SH-Mobile3」を発表。CPUコアは従来のSH-3からSH-4Aに置き換えられ、高性能かつ省電力になった。ルネサスは3Gへの本格進出を図るため、2004年よりNTTドコモとの共同開発を行い、2005年よりベースバンドチップとアプリケーションプロセッサがワンチップに統合された「SH-Mobile G」シリーズを展開した。「SH-Mobile G」の開発は2011年まで続き、NTTドコモ及びドコモ陣営の携帯電話メーカーとの6社共同開発にまで発展し、「SH-Mobile」を海外も含めた3G市場のデファクトとして普及させる目論見であった。
2005年より、SH-4をコアとするカーナビ向けハイエンドSoCのSH-Naviが展開された。SH-Naviはカーナビなどの車載情報機器向けSoCとして大いに成功し、2010年時点で国内シェア97%、海外シェア57%に達した。
2000年代においては、普及率ではARMには劣るとはいえ、車載、携帯機器、日本の国策プロジェクトなど一部の応用分野においては善戦していた。例えば、SH-2が自動車用ECUなどに、SH-3が車載情報機器や小惑星探査機はやぶさなどに採用されていた。また、SH-Naviはクラリオンのカーナビゲーションシステムとして採用されており、SH-Mobileシリーズは日本の携帯電話各キャリアやウィルコムの機器に採用されていた。しかしこれらの分野でも次第にARMに市場を奪われていった。
2000年代中頃には、組み込みにもマルチコア化の波が押し寄せてきており、ルネサスは2006年10月にSH-4Aをマルチコア化した「SH4A-MULTI」を発表。しかし実際の製品化までの開発は難航した。そうこうするうち、2007年9月、ルネサスの「SH-Navi」の独断場だった車載マイコン市場にNECエレクトロニクスが参入し、組み込み型カーナビ用のマルチコアプロセッサ「NaviEngine」（後に「EMMA Car」と改称）を発表した。NaviEngineのコアである「MPCore」（ARM11ベース、4コア、動作周波数400MHz、1920MIPS）はプロセッサをマルチコア化することで、ルネサスの「SH-Navi2」（SH-4A、動作周波数600MHz、1080MIPS）よりも大幅な性能向上を成し遂げたことから、NaviEngineは車載のマルチコア時代のデファクトスタンダードとして整備が進んだ。
ルネサスは2008年8月、「SH4A-MULTI」の第1弾製品であるデュアルコアSH「SH7786」をようやく製品化。SH7786はSH-4Aコアを2個搭載し、動作周波数は533MHzで、処理能力は1920MIPSとなり、NECエレの「EMMA Car」に十分対抗できる製品となった。SH7786は2009年12月より量産を開始する。その応用であるカーナビ用プロセッサ「SH-Navi3」(型番：SH7776)は2009年1月に発表され、同年中にサンプル出荷開始。量産開始は2011年から2012年頃と想定されたために、グラフィック処理回路を持たない汎用品のSH7786が2009年よりカーナビ向けに「とりあえず」で出荷されていた。
2010年2月には、ルネサス・日立・早稲田大・東工大の共同開発により、SH-4Aを8個搭載したヘテロジニアスマルチコアLSIを発表。カーナビやTV・レコーダなど、高度な情報機器向けを想定し、NECエレとの統合直前までSHプロセッサの更なる性能向上を進めていた。
2008年のリーマンショックをきっかけとする世界同時不況により、ルネサスの自動車と携帯電話の販売が不振となり、車載と携帯に依存するルネサステクノロジの経営は2009年より急激に悪化。同じく経営が悪化していたNECエレクトロニクスと2010年に統合され「ルネサスエレクトロニクス」となった。マイコン市場で激しく競り合っていた両社が統合された結果、新生ルネサスのカーナビや情報機器向けのプロセッサはNECエレの製品がベースとなったため、SHプロセッサの開発は終了した。
2011年、スマホ時代の到来によってガラケー向けのSH-Mobileの市場は消滅し、SH-Mobileは展開を終了した。同年、旧ルネサスの「SH-Navi」は旧NECエレの「EMMA Car」と統合され、ARMコアとSHコアを両方搭載した次世代車載SoC「R-Car」が発表されたが、実質的にARMコアがメインであり、2015年発表の第三世代R-CarよりSHコアは廃止された。
2011年、東日本大震災でルネサス那珂工場が被災し、SHマイコンの出荷がストップした。その際、ルネサス那珂工場でしか生産していないSHマイコンを採用する自動車の生産もストップする結果となったため、自動車業界から「マルチファブ構築」を構築するようにと言う声が大きかった。また、旧ルネサスと旧NECエレの車載マイコンの統合が課題であった。そのため2012年、車載マイコンとしてのSuperHは旧NECエレの「V850」と統合され、TSMCとのマルチファブ生産を前提とする新世代車載マイコンの「RH850」（NEC V850がベース）が発表され、車載マイコンとしてのSHはこれで置き換えられた。

## 特徴
CPUコアはアドレス長、データ長はともに32ビットだが、インストラクションセットは16ビット固定長命令であり、32ビットCPUでありながらコード効率を向上、組み込み用32ビットマイコンとして成功させた（その後ARMやMIPSなどもこれに倣い、Thumb命令などの16ビット命令体系を取り込んだ）。ビットフィールドを削減し16ビット語長に抑えるため、汎用レジスタは16本、2オペランド命令が基調となる。またインデックス修飾のオフセットはバイト単位ではなく命令で指定するデータ長でスケーリングされ、さらに32ビット絶対アドレスや16 / 32ビット相対アドレスの指定は4ビット / 8ビットのディスプレースメント相対によるロード命令によって値を取得する必要がある。
CPUコアには汎用レジスタ16本のほかにグローバルベースレジスタ、ベクタベースレジスタ、サブルーチン呼び出し用のプロシジャレジスタなどを持つ。
周辺ユニットとして、タイマや割り込みコントローラ、シリアルインタフェース、ROM / RAM、DMAコントローラ、I/Oポートなどが内蔵されている。
各SHシリーズは基本的に数字の若いシリーズとオブジェクトレベルで互換性がある。ただし、
- ハードウェアレベルではSH-1 / SH-2とSH-3以上ではMMU等の関係で例外処理（割り込み）などの実装が異なっている。
- SH-3（SH-4以外）とSH-4間のオブジェクトには完全な上位互換性はなく、コードを共有するにはSH-3のオブジェクトのリンク時にアラインメントを4KBに指定する必要がある（Windows CEの場合）。ただしSH-3ベースでコンパイルしたオブジェクトコードは、SH-4の浮動小数点レジスタを使用しない。

条件分岐は1ビットのT（真 / 偽）フラグを比較命令でセットし、条件分岐命令で分岐する。
これは演算毎に自動でキャリーやゼロなどの複数のフラグがセットされ、条件分岐命令ではそのフラグを参照するアーキテクチャと、条件分岐命令で指定したレジスタのゼロ / 非ゼロや偶数・奇数によって直接分岐するアーキテクチャの折衷案といえる。また、分岐命令は多くが遅延スロットをもつ遅延分岐命令となっている。

## シリーズ展開
シリーズ番号は初期の番号を記す。

### コントローラタイプ

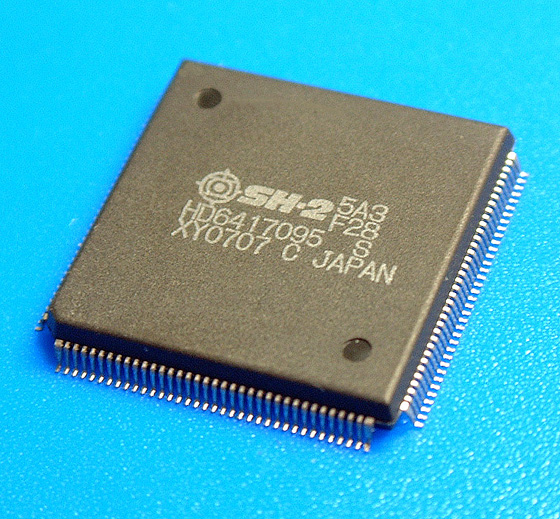
スーパー32X、セガサターン用SH-2 HD6417095

SH-1 （SH7032/7034 - 動作周波数20MHz）
1992年に最初に出たSHシリーズで、他社の組み込み系マイコンチップが16ビットCISCに留まる中、いち早く32ビットRISCマイコンとして製品化された。
SH-2 （SH7604 - 動作周波数28.7MHz） 104MIPS/80MHz
1994年にSH-1の後継品種として、当初から家庭用ゲーム機のメガドライブの拡張機器であるスーパー32Xやセガサターンに搭載することを想定して製品化された（セガサターン搭載品番はHD6417095）。そのため32ビット乗算回路の搭載や当時出たばかりのシンクロナスDRAMインタフェースなどを新規搭載した。セガサターン用ではない一般用の型番は,HD6417604。
SH-DSP （SH7410 - 動作周波数60MHz）
SH-2をベースに独立したDSPデータパスを追加し、乗算命令など信号処理性能を強化したシリーズ。1996年開発、翌年6月出荷。
SH2-DSP
SH-2A （SH7206 (No Fpu)- Dhrystone 480MIPS/200MHz）(SH7262 (with fpu) 345MIPS/144MHz)
SH-2をベースに最大2命令/1クロックにスーパースカラ方式を導入して高速化。命令長が32ビットのものが追加されている。割り込み時のレジスタ退避をHW化することによってリアルタイム性向上。
SH-2A DUAL (SH7205 - 動作周波数200MHz、SH7265 - 動作周波数200MHz)
SH-2Aをデュアルコア化したもので、2007年7月よりサンプル出荷開始。AMP (Asymmetric Multiprocessing) を採用し、コアごとに別のOSを動かせる。SH7205は民生・産業向け、SH7265は車載・マルチメディア機器向け。

### プロセッサタイプ

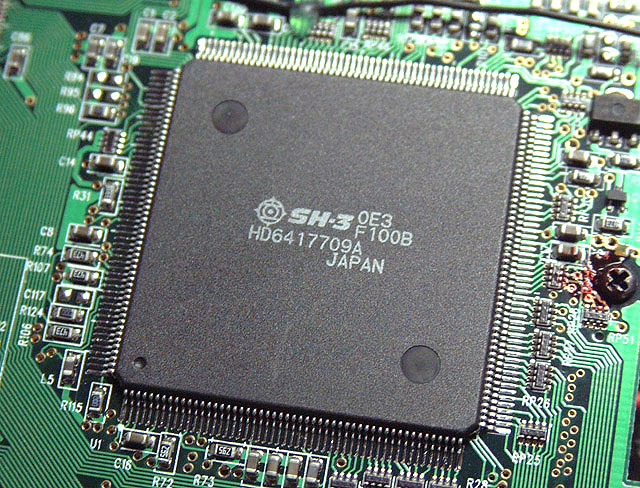
SH-3 HD6417709A

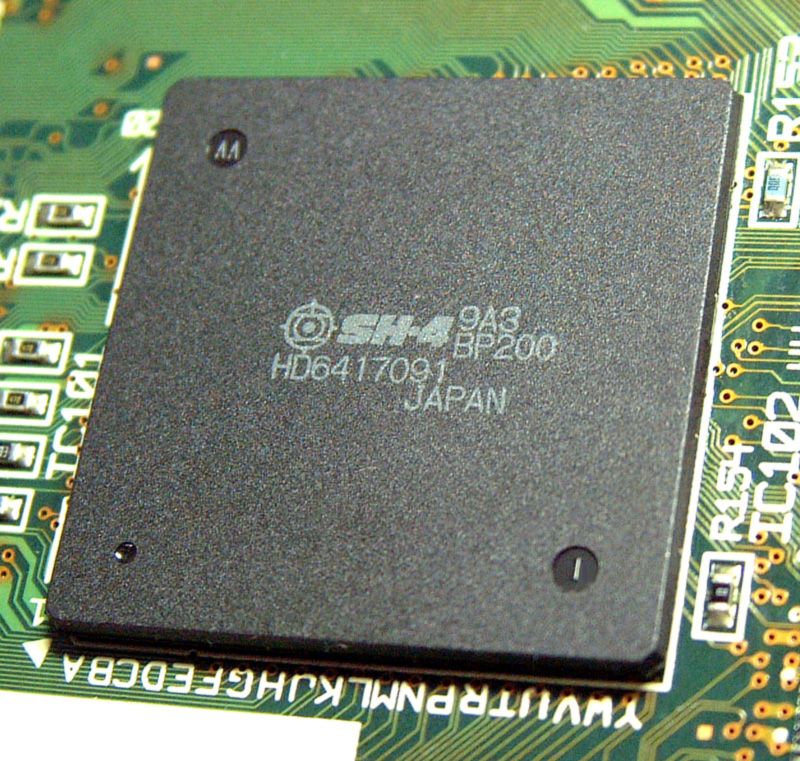
ドリームキャストに搭載されているSH-4 HD6417091

SH-3 （SH7702/7708 - 動作周波数60MHz）
マイクロソフト社のWindows CEに対応したシリーズ。高速化と共にMMUなどのマルチタスクOSに必要な機能を追加し、カシオのPDA（カシオペアシリーズ）への搭載を前提として、カシオ計算機と共同開発された。またWindows CEに向け割込み機構を変更した。リトルエンディアンにも変更可能（SH-1、SH-2はビッグエンディアン）。1995年3月出荷。マイクロソフト社が当時開発中であったPDA向けOS（Windows CE）を動かすのに適したマイコンであると、カシオがマイクロソフト社に直々に推奨するなどした結果、カシオのカシオペアシリーズや日立製作所のPERSONAシリーズ以外にも、OSとしてWindows CE を採用したPDA製品にかなり幅広く使用された。そのほか、独自OSの「ザウルスOS」を搭載したシャープのZaurus（MIシリーズ）など、1990年代後半のさまざまなPDA製品にも使用された。
SH-3E （SH7718 - 動作周波数100MHz）
SH7708に浮動小数点演算ユニットを追加したもの
SH-3 （SH7709 - 動作周波数80MHz）
8KBキャッシュ内蔵,電源電圧3.3V,MMU,シリアル×3ch,タイマー×3ch,RTC,DMAC,A/Dコンバータ,D/Aコンバータ,I/Oポート,オンチップデバッグ機能,メモリインターフェイス
SH-3 （SH7709A - 動作周波数100MHz/133MHz）
16KBキャッシュ内蔵,CPU部電源電圧1.8V,I/O部電源電圧3.3V,MMU,シリアル×3ch,タイマー×3ch,RTC,DMAC,A/Dコンバータ,D/Aコンバータ,I/Oポート,オンチップデバッグ機能,メモリインターフェイス
SH-4 （SH7750 - 動作周波数200MHz）
360MIPSの性能とベクトル型浮動小数点演算ユニットを搭載することで、マルチメディア機能を充実させた。SH-2と同様、当初から家庭用ゲーム機のドリームキャストに搭載することを想定して開発され、RTCをも内蔵した。SuperH Inc.からIPコアとしても提供された（現在はルネサスエレクトロニクスに移管）。1998年12月出荷。一部のWindows CE機にも使用された。
SH3-DSP （SH7729R - 最大動作周波数200MHz）
SH-3コアにDSP機能を追加したマイコン。その他USBホスト機能などを内蔵する。2000年12月出荷。
SH-5 （SH5-101 - 動作周波数340MHz～500MHz）
1999年10月発表。日立（当時）とSTマイクロエレクトロニクスが共同で開発した64ビットマイコン。新しい命令セットとして64ビット拡張命令モード（SHmedia、従来互換モードはSHcompact）を持ち、SIMD系命令が拡充されている。FPUファミリでは128ビットのベクトル型浮動小数点演算ユニットを搭載する。日立製作所のIP戦略に伴い、2001年に設立されたIPライセンシング専業会社「SuperH Inc.」からIPコアとしてのみ提供されており、これを採用する顧客を待っていたが、ついに現れなかったため、実際のプロセッサの製造を行うところまでは行かなかった。2004年にはSHアーキテクチャのIP戦略の失敗と車載・産業向けへの戦略転換に伴い、SuperH Inc.を撤収し、ルネサステクノロジ本体にSH-5のIPを移管。現在はルネサス エレクトロニクスに移管されている。
SH-4A （SH7780 - 最大動作周波数400MHz / SH7785 - 最大動作周波数600MHz / SH7786 - SH-4Aデュアル 最大動作周波数533MHz)
2004年2月発表。コードネーム「SH-X」（「SH-X」の第1世代である「SH-X1」）。SH-4のパイプラインを7段にし、高速化。キャッシュ命令の強化・拡張モード（32ビット物理アドレス空間）を追加。これをベースとした携帯電話機用マイコン「SH-Mobile3」、カーナビ用マイコン「SH-Navi1」などの応用がある。
SH-X2
「SH-X」の第2世代である。90nmプロセスで製造され、パイプラインが8段に延び、800MHzで動作。携帯電話機用マイコン「SH-Mobile G1」、カーナビ用マイコン「SH-Navi2」などの応用がある。
SH-X3（SH7786）
2006年10月に発表された、「SH-X」の第3世代である。通称「SH4A-MULTI」。CPUコア自体はSH-X2を流用しているが、これをマルチコア化した。開発はかなり難航し、2008年8月に「SH4A-MULTI」の第1弾製品であるデュアルコアSH「SH7786」をようやく製品化。2009年12月より量産開始。その応用であるカーナビ用プロセッサ「SH-Navi3」の量産開始が2011年から2012年頃と想定されたため、グラフィック処理回路を持たない汎用品のSH7786がカーナビ向けとしてとりあえずで出荷されていたが、SH7776の量産にたどり着く前にSuperHの展開が終了した。

### SH-Mobileシリーズ
SH-Mobileは、SuperHアーキテクチャのCPUコアに加え、マルチメディア処理回路や基地局とのデジタル信号を処理するベースバンド回路を加えた携帯電話向けのシステムLSI製品である。2002年に初代のSH-Mobile(SH7290)がリリースされた後、ハイエンド向けの「SH-Mobile V」シリーズ・ミドルレンジ向けの「SH-Mobile J」シリーズ・ローエンド向けの「SH-Mobile L」シリーズとセグメント別のシリーズ展開を行っていた。
SH-Mobile(SH7290 - 動作周波数200MHz)
SH3-DSPをコアに持ち、外部ベースバンド回路とのインタフェースやデジタルカメラ用機能、LCD表示機能などを搭載する携帯電話用コアの初版。2002年4月出荷。
SH-Mobile J(SH7294)
SH-Mobile のミドルレンジ向け版。
SH-Mobile V(SH7300)
SH7290の機能に加え、MPEG4のハードウェアアクセラレータを搭載し、さらにSXGAカメラ対応のインタフェースを内蔵しているため、TV電話機能や高精細カメラを備える次世代携帯電話に適したコア。ハイエンド向けコアの初版に位置する。
SH-Mobile V2
従来のSH-Mobile Vから、画像処理機能を大幅に強化。TFTカラー液晶に対応したLCDコントローラを内蔵、カメラインタフェースをUXGA対応に強化。またMPEG-4のフル・ハードウェアアクセラレータを搭載したことにより、CPU負荷を低減すると共に低消費電力化を図っている。
SH-Mobile3 (SH73180)
2004年5月発表。この製品より、新コアのSH-4Aコア(コードネーム「SH-X」、SH4AL-DSP)を採用。7段パイプラインとハイパースケーラの採用で、アプリケーションの並列処理を余裕を持って可能にし、従来のハイエンド向けの製品から約2.3倍の性能向上を図っている。300万画素のカメラモジュールにも対応。ドリームキャスト向けに開発されたスプリットトランザクションバスを搭載する。
SH-Mobile3A (SH73230)
2005年2月発表。H.264およびMPEG-4に対応し、ワンセグの送受信に最適化するなどの機能強化が図られている。
2006年よりベースバンドを統合した「SH-Mobile G」シリーズが展開されたが、それと並行して、SH-MobileシリーズにおいてもSH-Mobile 3AS/SH-Mobile 4/SH-Mobile 5、SH-Mobile J3/SH-Mobile J4、SH-Mobile L2/SH-Mobile L3V/SH-Mobile L4などの展開が行われる予定ではあった。

### SH-Mobile Gシリーズ
SH-MobileをベースにW-CDMAおよびGSM対応のベースバンド回路を統合した製品で、NTTドコモおよび複数の携帯電話メーカーと共同で開発された。ベースバンドプロセッサおよびOSが動作するアプリケーションプロセッサにはARMアーキテクチャを採用し、SH-4およびPowerVR等の各種IPはマルチメディア等の高負荷処理を担当する。
SH-Mobile G1
2006年5月に量産出荷が開始。富士通、三菱電機、シャープの3社が2006年のドコモの夏モデルから採用し、1年2カ月で1000万個を出荷した。
SH-Mobile G2
第二世代。下り最大3.6MbpsのHSDPA、GPRS、EDGEの対応に加え、OSやミドルウェア、ドライバなどの一体化を行った。このバージョンのものから、富士通、三菱電機、シャープの3社が開発に加わった。2006年9月にサンプル出荷を開始し、2007年第3四半期から量産出荷を行っている。
SH-Mobile G3
第三世代。下り最大7.2MbpsのHSDPA（カテゴリー8）に対応し、このバージョンのものからソニー エリクソンが開発に参加した。2007年10月にサンプル出荷を開始している。
SH-Mobile G4
第四世代。2008年に開発を表明。ドコモ、ルネサス、富士通、シャープの4社共同開発となった。45nmプロセスを採用し、新たにHSUPA、HD画像処理に対応した。
SH-Mobile AG5
第五世代。2010年に発表され、2011年に量産出荷が開始された。ドコモ、ルネサス、富士通、NEC、パナソニック モバイルコミュニケーションズ、シャープの6社共同開発となった。最大動作周波数1.2GHzと、iモードケータイとしては最高クラスである「スマホ並み」の性能を標榜していたが、既にガラケー市場の終焉期であり、コンシューマ向けSuperHシリーズとしては最後の製品となった。ドコモ等が開発したLTE通信プラットフォーム「LTE-PF」に対応したチップセットをベースバンドプロセッサとして組み合わせることが前提となったため、SH-Mobileシリーズで初めてベースバンドプロセッサ機能を排除しており、ドコモからLTE-PFのライセンス供与を受けたMediaTek製のベースバンドLSIなどを別個に搭載する必要がある。この仕様は、ドコモが海外チップメーカー各社へのライセンスを主導し、そのチップを各携帯電話メーカー各社が採用すること国内の携帯電話メーカーにとっては海外市場へ、海外メーカーにとっては日本市場へ進出しやすい環境を整えるためであった。

### SH-Naviシリーズ
車載情報機器向けのSoC。
SH-Navi（SH7770 400MHz）
SH4Aコアを採用、カーナビ用のグラフィックエンジンとしてPowerVR MBXコアを内蔵している。
SH-Navi2（SH7774/SH7775）
画像認識処理回路を搭載した「SH-Navi2V」(SH7774)が2006年7月に、独自の2次元/3次元地図描画回路を搭載した「SH-Navi2G」(SH7775)が2007年5月に製品化された。
SH-Navi3（SH7776 最大周波数533MHz）
65 nm プロセスとなった、デュアルコア（SH-4A × 2）マイコン。車載用では世界で初めてDDR3 SDRAMに対応した。2009年1月に発表され、同年中にサンプル出荷開始。NECエレクトロニクスの「NaviEngine」（EMMA Car）への対抗製品と言う面が強かった。画像処理エンジンとして自社開発のコアの他、次世代のPowerVRグラフィックコア「PowerVR SGX」などを搭載し、高度な画像処理能力を持っているため、もしルネサスがNECエレと統合されず、もし「SH7776」が量産出荷されていれば「EMMA Car」と十分対抗できるはずだった。SH7776の量産は2011年から2012年にかけてと想定されたため、車載マルチコアマイコンのデファクトスタンダードとなりつつある「NaviEngine」への対抗上、グラフィックス処理回路などを持たない汎用品の「SH7786」が2009年からカーナビ向けに出荷されていたが、SH7776は結局量産されず、SH-Naviはこれが最後の製品となった。
SH-Naviのローコスト版である「SH-NaviJ」も存在する。
SH-NaviJ（SH77721）
2008年9月発表。SH-Naviのローコスト版。SH7770と比較すると、パッケージが520ピンBGA（33mm×33mm）から440ピンBGA（23mm×23mm）に小型化されている。メモリインタフェースが64ビットバスのDDR SDRAMから16ビットバスのDDR2 SDRAMへと変更されており、DDR2を1個接続するだけで3Dグラフィックス描画が可能なので、カーナビをローコストに製造できる。
SH-NaviJ2（SH7772）
2009年5月発表。SH-Navi1のローコスト版。DDR2 SDRAMメモリインタフェースのバス幅を従来の16ビット幅から32ビット幅に増強し、2画面表示に対応。
SH-NaviJ3（SH7777）
2009年10月発表。2006年発表のハイエンドSoC「SH-Navi2V/G」のローコスト版。

### SH-MobileRシリーズ
携帯電話以外での使用を前提としたSH-Mobileで、ローエンドのカーナビやポータブルナビ (PND)、ポータブルメディアプレーヤなどで使用されていた。なおルネサスは、携帯電話と車載情報機器を「同じアーキテクチャ」という点で同じ「Mobile」というカテゴリの製品だと考えており、2011年に車載と携帯電話部門を合わせて「ルネサスモバイル」として分離したのもその流れであった（ただし、車載部門は設立早々にルネサス本体に吸収され、残った携帯電話部門は2013年に事業を停止した）。
SH-MobileR (SH7722/最大動作周波数 266 MHz/コア SH4AL-DSP)
2006年9月発表。ハイエンドカーナビ向け「SH-Navi」やそのローコスト版「SH-NaviJ」よりもローエンドな車載情報処理機器向けとして、「SH-Navi3」と同時に発表された。H.264とMPEG-4の両規格に対応した高性能画像処理IPであるVPU4 (Video Processing Unit 4) を搭載。
SH-Mobile R2 (SH7723/最大動作周波数 400 MHz/コア SH-4A)
2008年発表。SH-Mobile Rより1.5倍高速化。H.264/MPEG-4 AVCやVC-1に対応した高性能動画像処理IP「VPU5F」を搭載。
SH-Mobile R2R (SH7724/最大動作周波数 500 MHz/コア SH-4A)
ローエンドナビシステム向けで、フロント・リアシートの２画面同時出力、２カメラ入力が可能。NANDフラッシュコントローラを削除し、Etherコントローラを搭載。

### その他展開
F-ZTAT (Flexible Zero Turn Around Time)
フラッシュメモリを内蔵した品種。顧客がプログラムを固定化しマイコンを専用機能部品として扱った場合に、固定化プログラムの格納場所をフラッシュメモリとすることで顧客側から見た改修のターンアラウンドタイムを0とする意味から付けられた。「ZTAT」とは、一般的にはOTPROM (One Time Programmable ROM) と呼ばれるものであるが、日立製作所はこの種の装置を1984年に世界で初めて開発したという自負から自ら考案した呼称「ZTAT」を使い続けており、その流れで、マイコン内のOTPROMがフラッシュメモリに置き換えられた後も「F-ZTAT」と呼んでいた。
SH/Tiny シリーズ
SH-2コアを少ピンで小型のQFPパッケージに封止し、搭載するシステムの裾野を広げることを目的とした。
SH-Ether
IEEE 802.3u準拠のイーサネットコントローラを1 - 2チャンネル内蔵し、ネットワーク家電やFA向けに作られた。

## オープンソース実装「J Core」
2014年、SH-2関連の特許が期限切れとなるのに合わせ、μClinuxの初期開発者Jeff Dionneなどがクリーンルーム設計で実装したもの。回路がVHDLで記述されており、BSDライセンスで公開されている。